# 88-ма мотострілецька дивізія (СРСР, ІІ формування)
88-ма мотострілецька дивізія (88 МСД, в/ч 01160) — колишня мотострілецька дивізія Радянської армії, яка існувала від 1980 до 1992 року. Створена в січні 1980 року на основі 5-ї гвардійської мотострілецької дивізії у місті Кушка, Марийська область, для її заміни, оскільки вона була відряджена до Афганістану. Дивізія мала статус кадрованої, тому була укомплектована особовим складом і технікою лише на 25% (3000 осіб) від штатної чисельності. В травні 1992 перейшла під юрисдикцію Туркменістану.

## Історія
Створена в січні 1980 року на основі 5-ї гвардійської мотострілецької дивізії у місті Кушка, Марийська область, для її заміни, оскільки вона була відряджена до Афганістану.
В березні 1989 року до її складу було включено 5-ту гвардійську мотострілецьку дивізію без успадкування будь-яких нагород.
В травні 1992 перейшла під юрисдикцію Туркменістану.

## Структура
Протягом історії з'єднання його стурктура та склад неодноразово змінювались.

### 1980
- 474-й мотострілецький полк (Чемен-Ібіт, Марийська область)
- 479-й мотострілецький полк (Йолетен, Марийська область)
- 484-й мотострілецький полк (Кушка, Марийська область)
- 129-й танковий полк (Кушка, Марийська область)
- 39-й артилерійський полк (Кушка, Марийська область)
- 0000 зенітний артилерійський полк (Кушка, Марийська область)
- 000 окремий ракетний дивізіон (Кушка, Марийська область)
- 1377-й окремий протитанковий артилерійський дивізіон (Кушка, Марийська область)
- 236-й окремий розвідувальний батальйон (Кушка, Марийська область)
- 0000 окремий інженерно-саперний батальйон (Кушка, Марийська область)
- 2067-й окремий батальйон зв'язку (Кушка, Марийська область)
- 000 окрема рота хімічного захисту (Кушка, Марийська область)
- 000 окремий ремонтно-відновлювальний батальйон (Кушка, Марийська область)
- 000 окремий медичний батальйон (Кушка, Марийська область)
- 0000 окремий батальйон матеріального забезпечення (Кушка, Марийська область)

### 1987
- 474-й мотострілецький полк (Чемен-Ібіт, Марийська область)
- 479-й мотострілецький полк (Йолетен, Марийська область)
- 484-й мотострілецький полк (Кушка, Марийська область)
- 129-й танковий полк (Кушка, Марийська область)
- 39-й артилерійський полк (Кушка, Марийська область)
- 0000 зенітний артилерійський полк (Кушка, Марийська область)
- 000 окремий ракетний дивізіон (Кушка, Марийська область)
- 1377-й окремий протитанковий артилерійський дивізіон (Кушка, Марийська область)
- 236-й окремий розвідувальний батальйон (Кушка, Марийська область)
- 0000 окремий інженерно-саперний батальйон (Кушка, Марийська область)
- 2067-й окремий батальйон зв'язку (Кушка, Марийська область)
- 000 окрема рота хімічного захисту (Кушка, Марийська область)
- 000 окремий ремонтно-відновлювальний батальйон (Кушка, Марийська область)
- 000 окремий медичний батальйон (Кушка, Марийська область)
- 0000 окремий батальйон матеріального забезпечення (Кушка, Марийська область)

## Розташування
- Штаб (Кушка): 35 16 44N, 62 20 28E
- Кушкінські казарми: 35 16 39N, 62 20 04E
- Чемен-Ібітські казарми: 35 26 21N, 62 23 49E
- Йолетенські казарми: 37 17 39N, 62 22 23E